# Marcel Klos
Marcel Klos (* 30. Dezember 1988 in Bonn) ist ein deutscher Fußballfunktionär und seit dem 1. März 2025 Sportdirektor des 1. FC Kaiserslautern in der 2. Bundesliga.

## Karriere
Klos war von Februar 2012 bis Juni 2014 in verschiedenen Trainerfunktionen bei der 1. Jugend-Fußball-Schule Köln und von Juli 2013 bis Juli 2015 als Individualtrainer bei der proffac Fußballakademie Köln tätig. Seit Februar 2014 ist er zudem im Besitz der UEFA A-Lizenz. Von Januar 2013 bis Juli 2014 gehörte er zum Videoanalyse-Team der deutschen Weltmeistermannschaft von 2014. Zur B-Junioren-Bundesliga Saison 2014/15 wurde Klos unter Samir Sisic Co-Trainer bei der U17 von Fortuna Düsseldorf.
Bereits vor seinem Engagement bei der Fortuna war Klos seit April 2014 als Online-Scout für RB Leipzig tätig. Zur A-Junioren-Bundesliga Saison 2015/16 wurde er unter Frank Leicht Co-Trainer der Leipziger U19 und Scout der Profimannschaft. Unter Leipzigs Chefscout Johannes Spors wurde er in der darauffolgenden Saison Scouting-Koordinator der Leipziger Talente (U16–U19). Im Mai 2018 wechselte Klos als Scout der Profimannschaft zum Hamburger SV, nachdem Spors zuvor im Februar als Scouting-Leiter und Kaderplaner dorthin gewechselt war. Während seiner Zeit in Hamburg schloss Klos sein Masterstudium Spielanalyse an der Deutschen Sporthochschule Köln ab.
Im Juni 2020 folgte er Spors erneut als Scout und Assistent zu Vitesse Arnheim, der dort im März Technischer Direktor wurde. Nach dessen Wechsel als General Manager zum CFC Genua, der kurz zuvor von der Investmentgesellschaft 777 Partners übernommen worden war, übernahm Klos ab Dezember 2021 die Rolle des Technischen Direktors bei Vitesse Arnheim und war für die Kaderplanung verantwortlich. In seiner Zeit in Arnheim erreichte die Mannschaft das Pokalfinale 2021 und wurde Vierter in der Eredivisie. 
Im Februar 2022 wechselte Klos erneut als Assistent von Spors zum CFC Genua, der zu diesem Zeitpunkt auf einem Abstiegsplatz stand. Auch wenn der Abstand zum rettenden Ufer in der Rückrunde verkürzt werden konnte, konnte der Abstieg aus der Serie A in der Saison 2021/22 nicht mehr verhindert werden. Ab Oktober 2022 war er zudem als Technischer Direktor der 777 Partners Football Group übergreifend für die weiteren Portfoliomannschaften CR Vasco da Gama, Standard Lüttich, Red Star Paris, Melbourne Victory und Hertha BSC tätig. In der Saison 2022/23 gelang Genua der direkte Wiederaufstieg und in der Saison 2023/24 der Klassenerhalt in der Serie A. Nachdem Klos im Sommer 2024 beim VfL Bochum und Anfang 2025 bei Legia Warschau gehandelt wurde, ist er seit dem 1. März 2025 als Sportdirektor des 1. FC Kaiserslautern Nachfolger von Enis Hajri und soll dort den Nachwuchsbereich besser mit der Lizenzmannschaft verzahnen und das Scouting weiterentwickeln.